# Deena Kastor
Deena Michelle Drossin-Kastor (ur. 14 lutego 1973 w Waltham, w stanie Massachusetts) – amerykańska biegaczka długodystansowa. W 2004 roku na igrzyskach olimpijskich w Atenach zdobyła brązowy medal w biegu maratońskim, poza tym była uczestniczką igrzysk olimpijskich w Sydney i Pekinie.
Wielokrotna finalistka mistrzostw świata. W 2002 i 2003 roku zdobywała srebrne medale mistrzostw świata w przełajach indywidualnie na długim dystansie (sięgnęła także wtedy po srebro i brąz w drużynie). Ponad dwudziestokrotna złota medalistka mistrzostw USA.

## Rekordy życiowe
- Bieg na 5000 metrów – 14:51,62 (2000)
- Bieg na 5 kilometrów – 14:54 (2002) rekord Ameryki Północnej do 2015 roku[1]
- Bieg na 10 000 metrów – 30:50,32 (2002) rekord Ameryki Północnej do 2008 roku[2]
- Bieg na 15 kilometrów – 47:15 (2003) rekord Ameryki Północnej do 2014 roku[3]
- Półmaraton – 1:07:34 (2006) rekord Ameryki Północnej do 2018 roku[4]
- Maraton – 2:19:36 (2006) rekord Ameryki Północnej do 2022 roku[5]